# Lâu đài Aggstein
Lâu đài Aggstein (tiếng Đức: Burgruine Aggstein), nghĩa là "phế tích lâu đài của Aggstein") là một lâu đài bị hư hỏng ở bên phải bờ sông Danube ở Wachau, Áo. Lâu đài có từ thế kỷ 12. Lâu đài Aggstein nằm ở độ cao 480 mét so với mực nước biển.

## Địa điểm
Di tích lâu đài nằm ở khoảng 300 mét (980 ft) phía trên hữu ngạn sông Danube trên một đường cong nổi lên chạy từ đông sang tây. Nó dài 150 mét (490 ft) và có cấu trúc đá ở cả hai đầu. Di tích nằm trong khu đô thị của Schönbühel-Aggsbach thuộc huyện Melk của Áo.

## Lịch sử
Lâu đài có lẽ được xây dựng vào đầu thế kỷ 12 bởi Manegold III của Acchispach (Aggsbach). Năm 1181, nó thuộc sở hữu của gia đình Kuenring của Aggsbach-Gansbach. Nó bị bao vây và chinh phục vào năm 1230/31 trong cuộc nổi dậy do Hadmar III và các chư hầu của ông chống lại Công tước Frederick II của Áo. Trong các tranh chấp về sự kế thừa của Frederick II, hoặc herrscherlosen Zeit ("thời gian không có người cai trị"), Kuenrings đã chuyển sang một bên vài lần. Như vậy Leutold Kuenring đã đánh giá cao đẳng cấp của Áo trong cuộc nổi dậy chống lại Công tước Albert: sau đó, lâu đài bị bao vây và bị chinh phục lần lượt vào năm 1295/96. Kuenring cuối cùng, Leutold II, đã chiếm giữ lâu đài từ năm 1348 đến năm 1355. Sau đó nó bắt đầu bị hư hỏng.
Năm 1429, Công tước Albert V rút khỏi lâu đài khởi sự quản lý của Maissauer, và giao cho lâu đài cho viên thị thần của mình, Jörg (Georg) Scheck von Wald. Albrecht giao cho ông ta xây dựng lại lâu đài bị phá hoại để bảo đảm cho việc đi qua các con tàu trên sông Danube. Năm 1438 Scheck von Wald nhận được quyền thu phí cho tàu thuyền đi lên trên thượng nguồn. Đổi lại, ông phải duy trì các lối đi bộ dọc theo đó các sà lan đã được rút ra từ thượng nguồn. Ngoài ra ông còn xây dựng một ngôi nhà ở bên bờ sông, hiện nay là nhà lâm nghiệp. Theo thời gian, ông trở thành một tên trộm cướp, đột kích các tàu trên sông Danube. Do đó, biệt danh "Schreckenwald" của ông, (viết lại tên gia đình ông, Scheck von Wald, có nghĩa là "Rừng khủng bố"), được cho là đã được trao cho ông vì sự tàn ác của ông đối với dân số. Năm 1463, lâu đài bị một tên trộm tên là Georg von Stain đóng lại. Ông đánh bại Scheck von Wald và chiếm giữ lâu đài như là tài sản thế chấp, vì công tước được cho là nợ ông tiền. Năm 1476 von Stain bị trục xuất bởi Ulrich Freiherr von Graveneck, người cai trị lâu đài năm 1476-77, cho đến khi ông ta cũng bị buộc phải đầu hàng.
Năm 1477, Công tước Leopold III có được lâu đài và chiếm nó với người thuê và người chăm sóc để ngăn chặn cuộc đột kích. Năm 1529, lâu đài được một nhóm người Thổ Nhĩ Kỳ phá vỡ trong cuộc vây hãm Vienna đầu tiên của Thổ Nhĩ Kỳ. Một lần nữa, nó được xây dựng lại và được trang bị các ống pháo cho các pháo binh.
Năm 1606 Anna Freiin von Polheim und Parz, vợ góa của người thuê cuối cùng, đã mua lại lâu đài. Sau cái chết của cô, lâu đài bị bỏ rơi nghiêm túc. Năm 1685, nó được chuyển tới Count Ernst Rüdiger von Starhemberg cùng với Schloss Schönbühel. Ludwig Josef Gregor von Starhemberg bán các tài sản cho Đếm Franz von Beroldingen năm 1819. Nó còn ở trong tài sản của von Beroldingen cho đến năm 1930, khi di sản Schönbühel cùng với tàn tích của lâu đài Aggstein đã được bán cho Count Oswald von Seilern Aspang.
Người ta nói rằng Hadmar III đã cho rằng lâu đài này không thể xâm chiếm. Trên thực tế không có bằng chứng cho thấy lâu đài đã từng bị tràn ngập bởi các lực lượng xâm chiếm. Chỉ có các biện pháp khác, chẳng hạn như sự đói khát vây hãm, dẫn tới việc chinh phục lâu đài.
Ngày nay, di tích Aggstein đã đón khoảng 55.000 du khách hàng năm, làm cho nó trở thành một trong những điểm tham quan du lịch phổ biến nhất ở Hạ Áo.